# Agalychnis dacnicolor
La ranita verduzca también conocida como rana cara de niño, rana verde o rana-de árbol mexicana, [“]  (Agalychnis dacnicolor) es una especie de anfibio de la familia Hylidae. Algunos autores consideran a la especie dentro de la familia Phyllomedusidae,. Es endémica de México. Se le ha observado en 17 estados del país: Sonora, Sinaloa, Nayarit, Jalisco , Colima, Michoacán, Guerrero, Oaxaca, Chiapas, Chihuahua, Durango, Hidalgo, Estado de México, Ciudad de México, Morelos, Puebla y Veracruz.
Sus hábitats naturales incluyen bosques tropicales o subtropicales secos, ríos intermitentes, marismas intermitentes de agua dulce, zonas de almacenamiento de aguas y estanques. Está amenazada de extinción por la destrucción de su hábitat natural.
La NOM-059-SEMARNAT-2010 no considera a esta rana en sus listas  de especies en riesgo; la UICN 2019-1 la registra como de Preocupación menor.